# Geisteswissenschaftliche Hochschule Tsuru

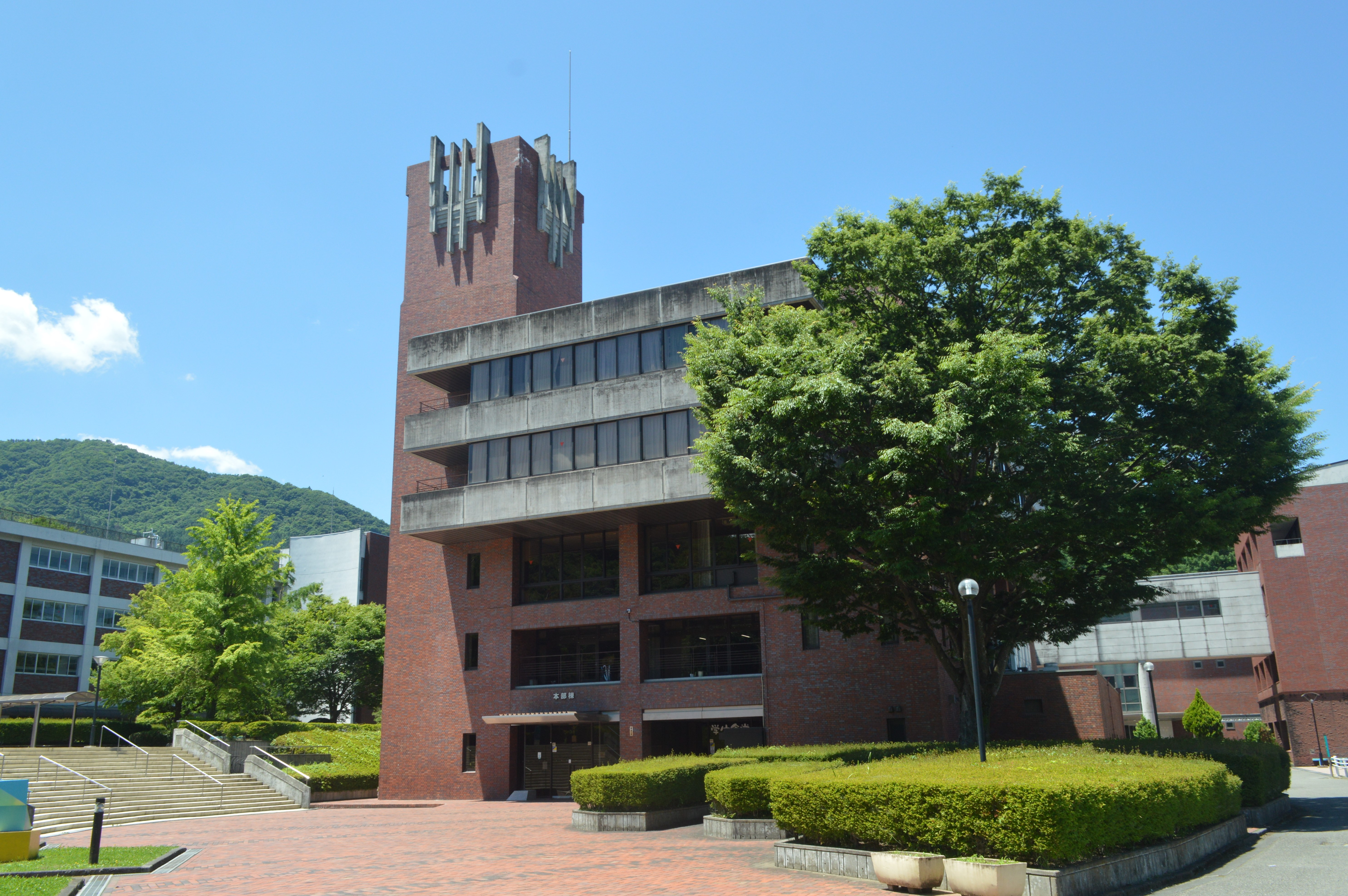
Das Verwaltungsgebäude (zur Rechten)

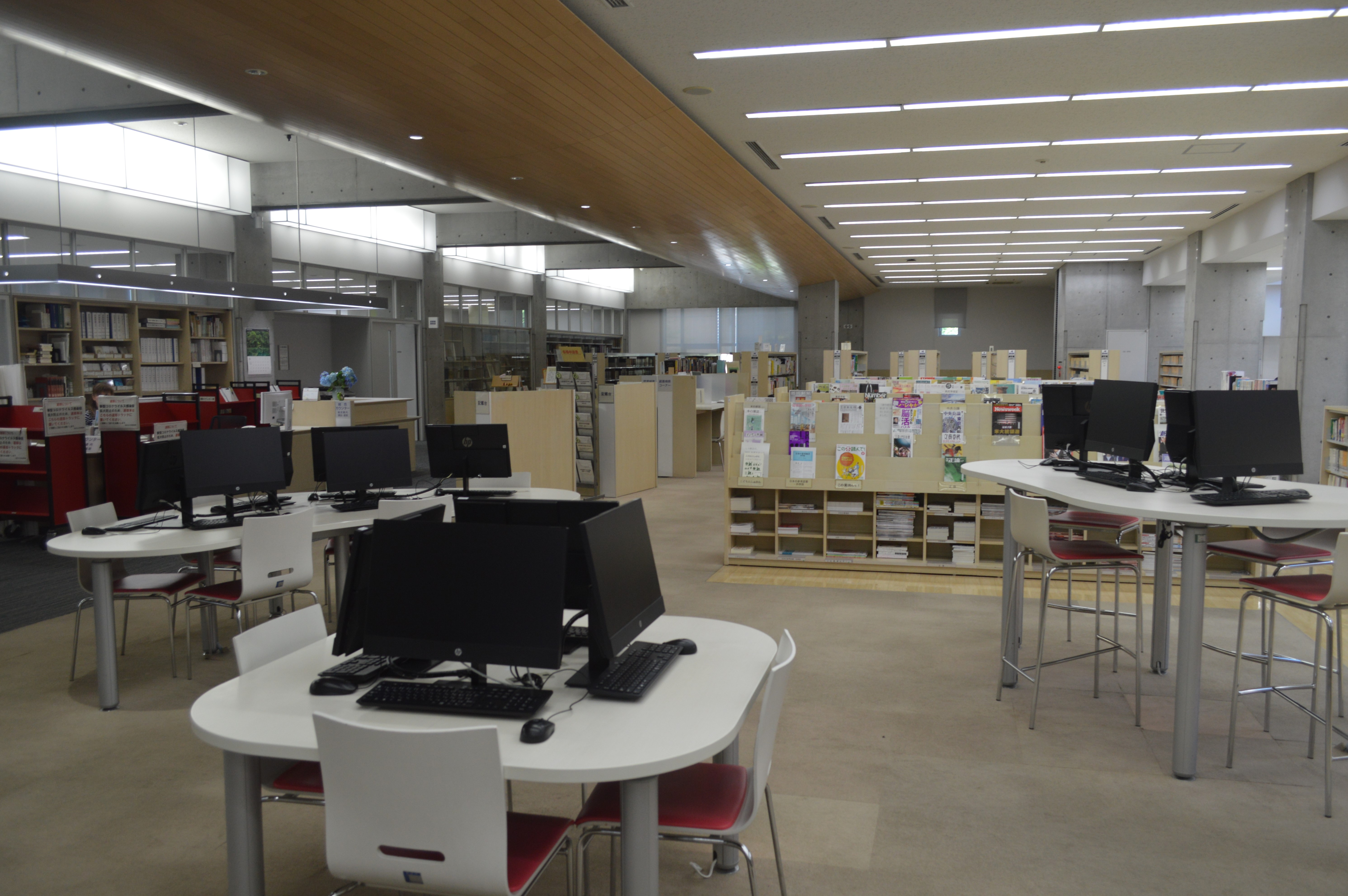
Die Bibliothek

Die Geisteswissenschaftliche Hochschule Tsuru (jap. 都留文科大学, Tsuru bunka daigaku, engl. Tsuru University) ist eine städtische Universität in Japan. Sie liegt in Tahara, Tsuru in der Präfektur Yamanashi.
Sie war bis 2011 die einzige städtische Hochschule, die den Studiengang zur Grundschullehrerausbildung anbietet. Die Hochschule mit etwa 3.000 Studenten hat große wirtschaftliche Bedeutung für die kleine Stadt mit nur 34.000 Einwohnern. Etwa 90 Prozent der Studenten kommen von außerhalb der Präfektur Yamanashi.

## Geschichte
Die Hochschule wurde 1953 als Präfekturale Temporäre Lehrerbildungsanstalt Yamanashi (山梨県立臨時教員養成所) gegründet. 1955 schuf die Stadtverwaltung Tsuru nach ihr die zweijährige Kurzuniversität Tsuru (都留短期大学, Tsuru tanki daigaku). Sie hatte Abteilungen zur Grundschullehrerausbildung sowie für Wirtschaftswissenschaften.
1960 entwickelte sie sich zur Geisteswissenschaftlichen Hochschule Tsuru. 1966 zog sie in den heutigen Campus. 1995 gründete sie die Graduate School (Masterstudiengänge).

## Fakultäten
Sie hat eine Fakultät, die fünf Abteilungen hat:
- Fakultät für Geisteswissenschaften
  - Abteilung für Grundschullehrerausbildung
  - Abteilung für Japanische Literatur
  - Abteilung für Englische Literatur
  - Abteilung für Sozialwissenschaften
  - Abteilung für Vergleichende Kulturwissenschaft

## Professoren
- Hiroshi Aoshima